# كوبري قصر النيل
كوبري قصر النيل كوبري يقع في بالقرب من ميدان التحرير بالقاهرة، يعد أول كوبري أنشئ في مصر للعبور على النيل، ويتميز بتلك التماثيل الأربعة للأسود القابعة عند مدخلي الكوبري المصنوعة من البرونز.
بُدئ في إنشائه عام 1869 في عهد الخديوي إسماعيل حيث أصدر أمراً عالياً إلى نظارة الاشغال عام 1865 أثناء بناء سراي الجزيرة بإقامة كوبري يصل بين القاهرة والجزيرة بتكلفة 113 ألف و850 جنيه مصري وقامت شركة فرنسية ببنائه، ليكتمل بناؤه في منتصف عام 1871م بطول (406 أمتار) وعرض (10,5 متر) منها (2,5 متر) للرصيفين الجانبيين وطريق بعرض (8 أمتار)، وبلغت تكاليف إنشائه 110 آلاف جنيه. وتقرر فرض رسوم عبور حسب نوع المار بالجسر فالرجال والنساء ربع قرش والأطفال والغزلان معفيين من الرسوم والعربات المليئة بالبضائع قرشين والفارغة قرش، سمى الجسر بكوبري قصر النيل نظراً لأنه كان يوجد قصر كبير على النيل من جهة ميدان التحرير يسمى قصر النيل أنشأه محمد علي لإبنته زينب ولما تولّى سعيد باشا الحكم قام بهدم القصر وتحويله لثكنات للجيش وقد احتلها الإنجليز بعد احتلالهم لمصر وبعد جلاءهم تم هدم الثكنات وبناء جامعة الدول العربية وفندق هيلتون وبعد 59 سنة من إنشاء الكوبري تم عمل كوبري جديد مكان الكوبري القديم يفي بحاجة النقل المتزايدة والحمولات الحديثة ويتلاءم مع ما وصلت إليه القاهرة من عمران في عهد الملك فؤاد الأول حيث قد قام بوضع حجر أساس الكوبري الجديد في 4 فبراير عام 1932م إحياءً لذكرى والده فقد أطلق عليه اسم (كوبري الخديوي إسماعيل)  ويبلغ طول الكوبري (382 مترا) - وعرض الكوبري (20 مترا) بتكلفة بلغت 291,955 جنيهًا، وقام الملك فؤاد الأول بافتتاحه في 6 يونيو عام 1933 م.
شهد كوبري قصر النيل مواجهات عنيفة بين المتظاهرين السلميين وقوات الأمن المركزي يوم 28 يناير فيما عرف بجمعة الغضب والتي لعبت الدور الأكبر في إسقاط النظام المصري حيث أطلقت فرق الأمن المركزي القنابل المسيلة للدموع علي المتظاهرين وقامت برش المياه عليهم، كما قامت سيارات الأمن المركزي بدهسهم وانتهت تلك المواجهات بدخول المتظاهرين إلي ميدان التحرير، وكان انسحاب قوات الأمن المركزي بداية لانسحاب الشرطة من جميع أقسام مصر مما أدى إلى انتشار الفوضي والتخريب .

## معرض صور

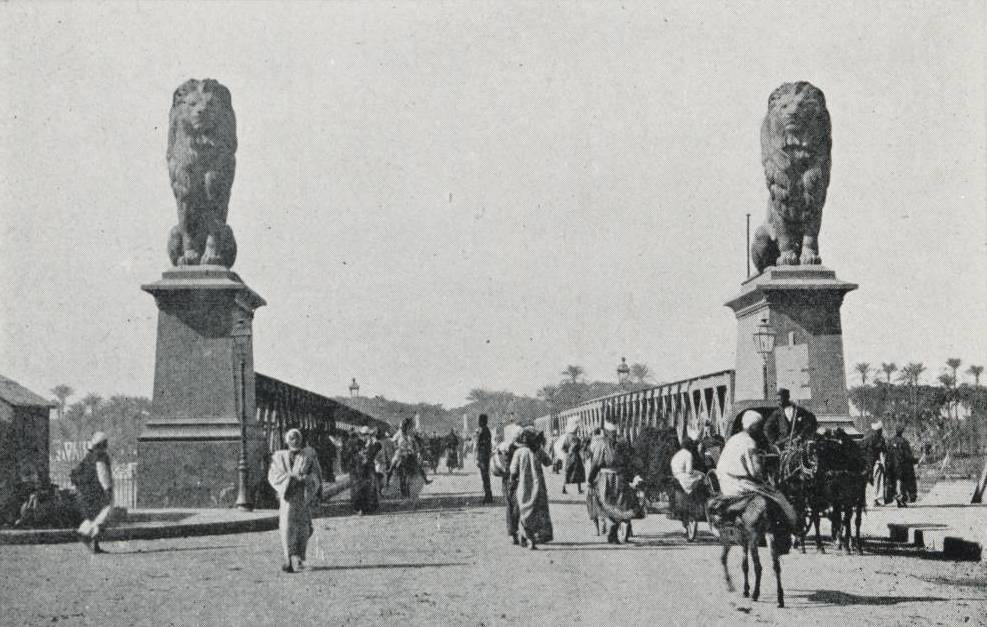
كوبري قصر النيل سنة 1906م
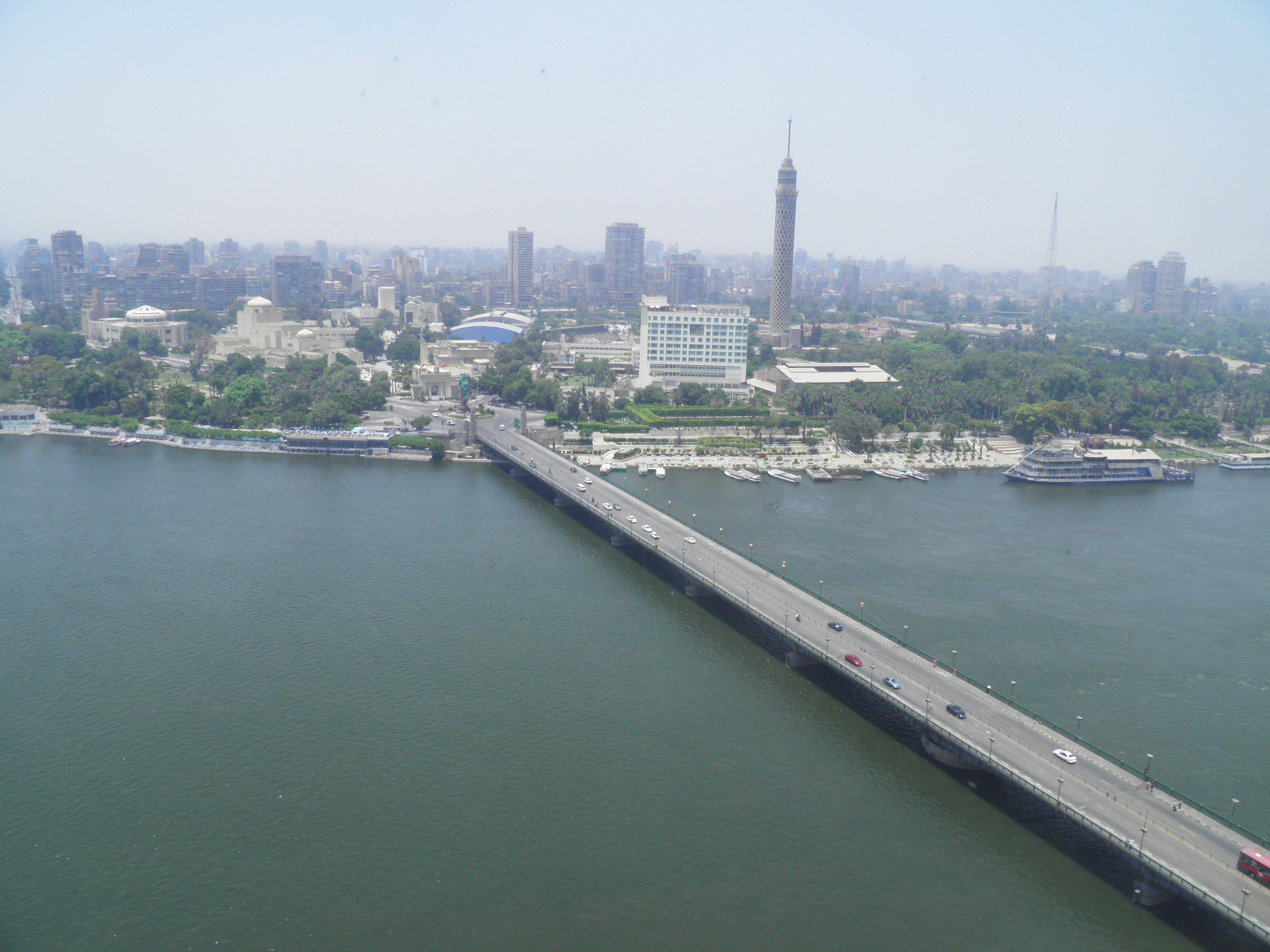
كوبري قصر النيل من سطح فندق سميراميس، وفي الخلفية برج القاهرة
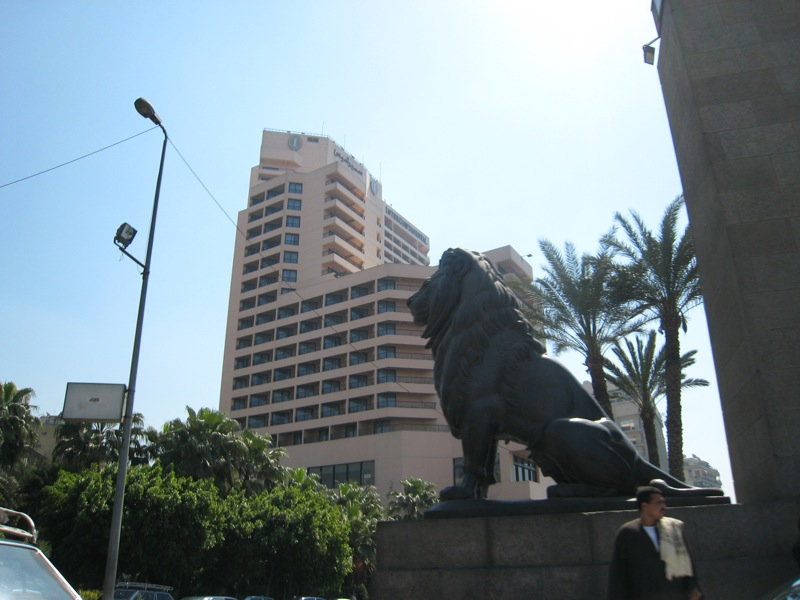
أحد أسود كوبري قصر النيل
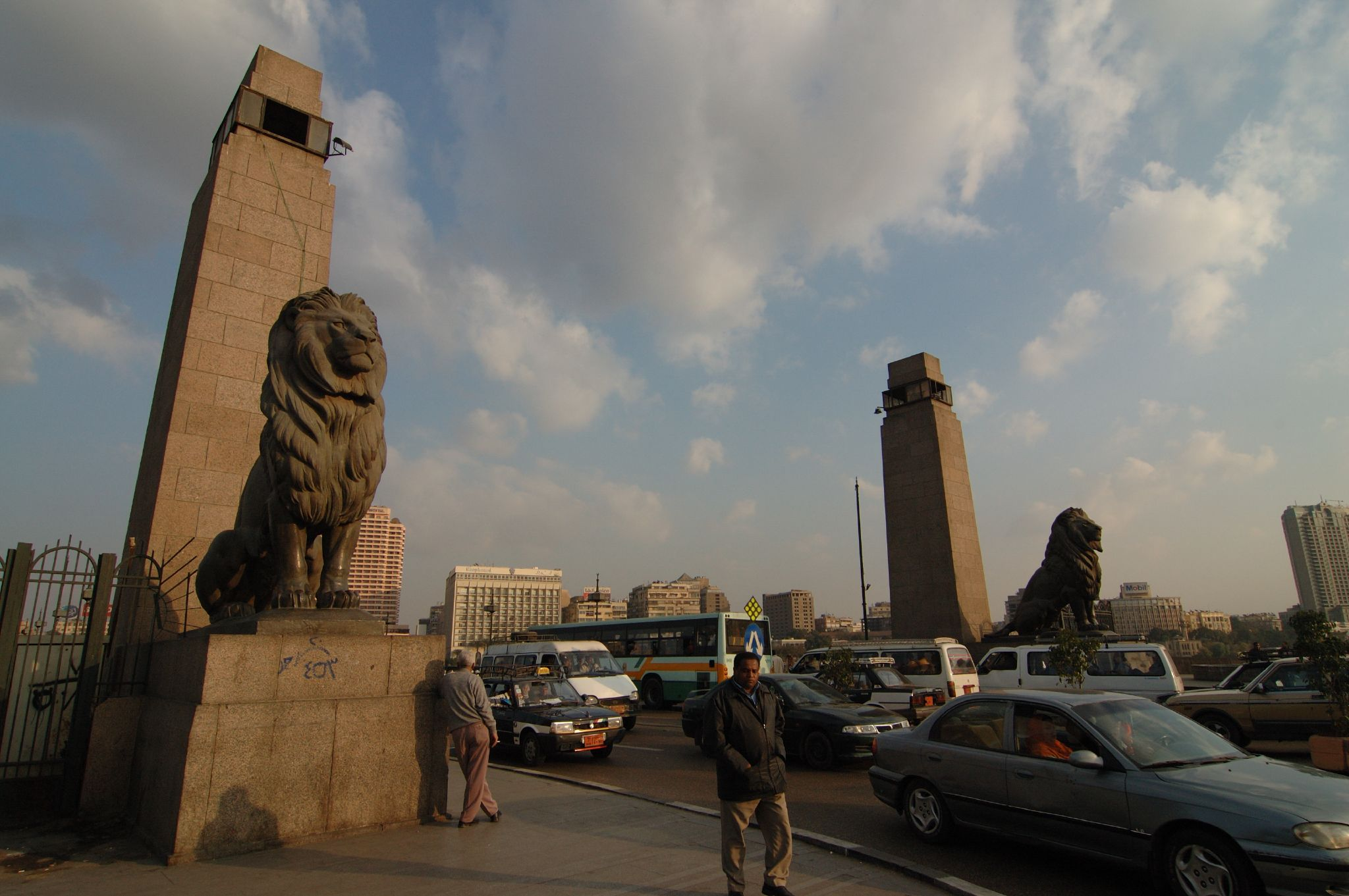
مدخل الكوبري

## المصدر
1. ↑  كوبري قصر النيل: بناه الخديو إسماعيل لتحويل القاهرة إلى قطعة من أوروبا.. تحول إلى مبكى للعشاق، الشرق الأوسط[وصلة مكسورة] "نسخة مؤرشفة". مؤرشف من الأصل في 2020-05-26. اطلع عليه بتاريخ 2020-05-26.{{استشهاد ويب}}:  صيانة الاستشهاد: BOT: original URL status unknown (link)

- معركة كوبري قصر النيل مابين قوات الأمن المركزي والمتظاهريين على يوتيوبفيديو من موقع يوتيوب.